# Dermateaceae
Dermateaceae Fr. – rodzina grzybów z rzędu tocznikowców (Helotiales).

## Charakterystyka
Saprotrofy i pasożyty drzew, krzewów i roślin zielnych. Owocniki typu apotecjum, zazwyczaj w grupach wyrastające na obumarłej korze, drewnie i tkankach roślinnych, najczęściej wiosną. Apotecja są mięsiste, siedzące lub zagłębione w tkankach żywiciela, o barwie od brunatnej do czarnej. Mają ściany zbudowane z kulistych lub wielościennych komórek. Worki o kształcie maczugowatym, posiadające amyloidalny pierścień u szczytu. Worki dojrzewają stopniowo, w tym samym apotecjum występują worki w różnych stadiach rozwoju. Pomiędzy workami nitkowate wstawki, u niektórych gatunków w górnej części napęczniałe, złączone z sobą i tworzące epitecjum. Czasami w apotecjach obok askogamii występuje także konidiogeneza i tworzone są również zarodniki konidialne.
Anamorfy są niepozorne, u wielu gatunków nieznane. W tradycyjnych ujęciach taksonomicznych zaliczane były do klas Hyphomyces i Coleomyces.

## Systematyka
Pozycja w klasyfikacji według Index Fungorum
Helotiales, Leotiomycetidae, Leotiomycetes, Pezizomycotina, Ascomycota, Fungi.
Rodzaje
Według aktualizowanej klasyfikacji Index Fungorum bazującej na Dictionary of the Fungi do rodziny tej należą rodzaje:
- Arctomollisia Raitv. 2008
- Coleophoma Höhn. 1907
- Corniculariella P. Karst. 1884
- Davidhawksworthia Crous 2016
- Dermea Fr. 1825
- Gelatinoamylaria Prasher & R.Sharma 2016
- Neodermea W.J. Li, D.J. Bhat & K.D. Hyde 2020
- Neofabraea H.S. Jacks. 1913
- Neogloeosporidina W.J. Li, Camporesi & K.D. Hyde 2020
- Pezicula Tul. & C. Tul. 1865
- Phlyctema Desm. 1847
- Pseudofabraea C. Chen, Verkley & Crous 2015
- Rhizodermea Verkley & Zijlstra 2010
- Schizothyrioma Höhn. 1917
- Verkleyomyces Y. Marín & Crous 2017
- Xenochalara M.J. Wingf. & Crous 2000[2].